# 梁信郡
梁信郡，中国南北朝时设置的郡。
南朝梁置，治所在梁信县（今广东省封开县东南贺江口），属成州。辖境相当今广东省封开县一带。隋朝开皇十年（590年）废。